# バランジェーロ
バランジェーロ（伊: Balangero）は、イタリア共和国ピエモンテ州トリノ県にある、人口約3,100人の基礎自治体（コムーネ）。

## 地理

### 位置・広がり

#### 隣接コムーネ
隣接するコムーネは以下の通り。
- カファッセ
- コアッソーロ・トリネーゼ
- コーリオ
- ランツォ・トリネーゼ
- マーティ